# Yaro
Yaro su jedni od domorodačkih plemena Urugvaja i Argentine. Bili su usko povezani s Charrúama.
Pleme je u potpunosti izumrlo u 19. stoljeću. Jedna ulica u Montevideu (Cordon) nosi ime "Yaro". 